# Санья, Катерина
Катерина Санья (итал. Caterina Sagna, 1961, Турин) — итальянская танцовщица и хореограф.

## Биография
C четырехлетнего возраста выступала в танцевальной компании своей матери, балерины Анны Санья. В 1980—1987 была одной из ведущих танцовщиц у Каролин Карлсон в венецианском театре Ла Фениче, а затем в Париже. Участвовала в постановках Йормы Уотинена. В 1987 основала собственную компанию Надир, в 2000 — вторую, L’Associazione Compagnia Caterina Sagna, с 2005 обосновавшуюся в Ренне. В 2009 основала свою третью компанию, на этот раз вместе с младшей сестрой Карлоттой.

## Избранные постановки
- 1988 : Lemercier, по драме Жене Служанки
- 1989: La Voix humaine, по драме Кокто Голос человеческий
- 1990 : Lenz, по драме Георга Бюхнера
- 1991 : Quaderni in ottavo, по дневникам Кафки
- 1993 : Le passé est encore à venir, по Дуинским элегиям Рильке
- 1994 : Isoi, вместе с Карлоттой Санья
- 1995 : La Migration des sens, по «Записным книжкам» Поля Валери
- 1998 : Exercices spirituels, по трактату Игнатия Лойолы
- 1999 : Cassandra, по Кристе Вольф
- 1999 : La Testimone, по произведениям каталанской писательницы Луисы Кунилье Сальгадо, вместе с Карлоттой Санья
- 2000 : La Signora
- 2001 : Sorelline (по Луизе Мэй Олкотт) и Transgedy (соло для Алессандро Бернардески, Авиньонский фестиваль)
- 2002 : Relation publique, вместе с Карлоттой Санья
- 2004 : Heil Tanz !, вместе с Карлоттой Санья
- 2006 : Basso Ostinato
- 2008 : P.O.M.P.E.I, вместе с бельгийской актрисой и певицей Вивианой Де Мюнк
- 2010 : Nuda Vita, вместе с Карлоттой Санья
- 2012 : Bal en Chine

## Признание
Премия Общества драматургов и театральных композиторов (SACD) — новому таланту в хореографии (2002).